# Vetas (ort)
Vetas är en ort i Colombia.   Den ligger i departementet Santander, i den norra delen av landet, 300 km norr om huvudstaden Bogotá. Vetas ligger 3 257 meter över havet och antalet invånare är 1 210.
Terrängen runt Vetas är bergig åt nordväst, men åt sydost är den kuperad. Runt Vetas är det glesbefolkat, med 19 invånare per kvadratkilometer. Närmaste större samhälle är Matanza, 15,9 km väster om Vetas. I omgivningarna runt Vetas växer i huvudsak buskskog.